# Corselitze
Corselitze (eller Korselitse, tidligere Kocæliz og Kotselise) er en gammel kongsgård, som nævnes i Kong Valdemar Sejrs jordebog som Köcæliz og i Brudstykker af en landsbydegns dagbog af Steen Steensen Blicher. Gården ligger på Falster, 9 km øst for Nykøbing Falster. Hovedbygningen i 2 etager er opført i 1775-1777 for Johan Frederik Classen efter tegninger af Andreas Kirkerup. Classen fik også opført en 125 meter lang lade, der brændte i 1914.
Corselitze Gods er på 2792 ha med Næsgård, Bjerregård, Bellinge og Herslebslund.
Ved kysten 2 km øst for gården ligger Generalens Lysthus, der ligeledes er bygget af Johan Frederik Classen.
Til herregården hører Corselitze Skov.

## Ejere af Corselitze
- (1231-1354) Kronen
- (1354-1421) Jens Falster
- (1421-1460) Laurids Falster
- (1460-1500) Peder Falster
- (1500-1529) Oluf Falster
- (1529-1556) Peder Falster
- (1556-1600) Jens Falster
- (1600-1603) Axel Brahe
- (1603-1766) Kronen (lagt under Nykøbing Slot[4])
- (1766-1768) Prins Carl af Hessen[3]
- (1768-1792) Johan Frederik Classen
- (1792-) Det Classenske Fideikommis

## Galleri
- Corselitze tegnet af Ferdinand Richardt i 1867
- Som gengivet i Store Nordiske Konversationsleksikon 1920
- Som gengivet i Illustreret Dansk Konversationsleksikon 1934